# R Coronae Australis
R Coronae Australis är en eruptiv variabel av Herbig Ae/Be-typ (INSA) i stjärnbilden Södra kronan. Stjärnan var den första i Enhörningens stjärnbild som fick en variabelbeteckning.
Stjärnan varierar mellan bolometrisk magnitud +10 och 14,36 med en period av 66 dygn.

## Fotnoter
1. ↑  Variabelstjärnornas beteckningar börjar med bokstäverna R-Z, därefter A-Q , följt av RR-ZZ och AA-QQ, varefter de börjar betecknas med bokstaven V och ett ordningsnummer, från och med V335.